# Brother (película)
Brother (ブラザー, romanizado: Burazā) es una película japonesa de 2000. De género thriller y drama está escrita, montada y dirigida por Takeshi Kitano. Protagonizada por Kitano y Omar Epps en sus roles principales se trata de una coproducción rodada en Estados Unidos. Se estrenó el 7 de septiembre de 2000 en el Festival de Venecia y obtuvo dos nominaciones y un premio, en la categoría de actor reparto, para Susumu Terajima.

## Argumento
Yamamoto (Takeshi Kitano) es un brutal y experimentado miembro de la yakuza cuyo jefe fue asesinado y cuyo clan fue derrotado en una guerra criminal con otro clan rival. Los miembros que sobreviven, como Yamamoto, tienen pocas opciones: o unirse a los vencedores, enfrentándose a la vergüenza y la desconfianza, o morir cometiendo sepuku. Sin embargo Yamamoto decide escapar a Los Ángeles junto con su socio Kato (Susumu Terajima). Allí vuelve a juntarse con su medio hermano Ken (Claude Maki), del que hace tiempo está separado, que se dedica al menudeo de drogas junto con sus amigos afroamericanos locales. En la primera reunión, Yamamoto lastima gravemente a uno de ellos, Denny (Omar Epps), cuando trata de estafarlo. Sin embargo Denny se convertirá con el tiempo en uno de los amigos y socios más cercanos de Yamamoto.
Acostumbrado a vivir en clan, y de acuerdo con sus leyes, Yamamoto crea un nuevo grupo con los amigos de Ken. La nueva pandilla ataca rápida y brutalmente a los narcotraficantes mexicanos tomando el control de su territorio en Los Ángeles. También forman una alianza con Shirase (Masaya Kato), un líder criminal del distrito de Little Tokyo, lo que hace que su grupo sea aún más fuerte. A medida que pasa el tiempo, Yamamoto y su nueva pandilla emergen como una fuerza formidable, expandiendo su territorio hasta tal punto que se enfrentan a la poderosa mafia italiana. Ahora todos se dirigen respetuosamente a Yamamoto como Aniki (兄貴, hermano mayor). Pero pronto Aniki pierde repentinamente cualquier interés en su ahora exitoso pero peligroso negocio, pasando su tiempo con una novia o simplemente sentado en silencio con sus pensamientos. Sin embargo, la mafia contraataca sin piedad, y pronto Yamamoto y su pandilla se verán envueltos en una situación desastrosa sin retorno ya que son perseguidos uno por uno.

## Reparto
- Takeshi Kitano - Yamamoto o Aniki
- Omar Epps - Denny
- Tetsuya Watari - Jefe Jinseikai
- Claude Maki - Ken
- Masaya Kato - Shirase, el "jefe de Little Tokyo"
- Susumu Terajima - Kato, subordinado de Yamamoto
- Royale Watkins - Jay
- Lombardo Boyar - Mo
- Ren Osugi - Harada
- Ryo Ishibashi - Ishihara
- James Shigeta - Sugimoto
- Tatyana Ali - Latifa
- Makoto Otake - Jefe de policía
- Kouen Okumura - Hanaoka
- Naomasa Musaka - Hisamatsu
- Rino Katase - Madame
- Joy Nakagawa - Marina, novia de Yamamoto
- Amaury Nolasco - Víctor
- Tuesday Knight - Prostituta
- Tony Colitti - Roberto
- Antwon Tanner - Colin

## Recepción
Aunque la película obtiene valoraciones mayoritariamente positivas en los portales de información cinematográfica la crítica profesional no la califica entre las mejores películas de su director. En IMDb con 23.013 valoraciones obtiene una puntuación de 7,1 sobre 10. En FilmAffinity tiene una puntuación de 7,0 sobre 10 computando 9.627 votaciones. En el agregador Rotten Tomatoes tiene la calificación de "fresco" para el 47% de las 74 críticas profesionales y para el 79% de las más de 5.000 valoraciones registradas por sus usuarios.
Miguel Ángel Palomo en el diario El País alabó la cinta y el director indicando "El gran Kitano sigue en forma en el primer filme que rueda fuera de su país. Un director inclasificable, que hace de la violencia el motor de unas historias a medio camino entre lo trágico y lo alucinado, al tiempo que es capaz de crear imágenes de insólita ternura que asoman en sus retratos terribles de una sociedad corrupta". De forma similar Diego Batlle para otroscines.com afirmó "constituye no sólo un logrado exponente del género sino también un retrato muy valioso del abismo que existe entre Japón y los Estados Unidos: una película inteligente, coherente y muy persona". Por contra el crítico Carlos Boyero en el diario El Mundo la consideró "una memez, algunos se apresuran a hacer encaje de bolillos tratando de justificar lo injustificable y de encontrar oro subterráneo donde sólo hay cal.(...) Es una sucesión de incontables balazos sin sentido, situaciones absurdas, conceptualismo barato, impotencia expresiva y flashbacks descerebrados, falsa capacidad de sugerencia, simbolismo hueco".
El crítico Roger Ebert, quien calificara positivamente las películas anteriores de Kitano, le otorgó en 2001 un 2 sobre 4 comentando que se trata de "una película típica de Kitano en muchos sentidos, pero no está entre las mejores.(...) Parece más una galería de tiro o un videojuego que una parábola criminal elegante". Elvis Mitchell para The New York Times destacó en su crítica "si la película hubiese terminado un par de escenas antes, justo cuando rinde homenaje a las obras clásicas del género, Kitano habría firmado una obra maestra. Pero en cualquier caso, es sólo un mal menor". Peter Bradshaw en el diario The Guardian comentó "el resultado es personal e inconfundible, pero la incómoda relación entre Kitano y Omar Epps es un poco decepcionante". Jonathan Crow en allmovie.com le otorga 3 de 5 estrellas destacando "el director internacionalmente aclamado y fenómeno mediático japonés Takeshi Kitano sigue a su respetado Kikujiro con una directa cinta de gánsteres directa que incluye un giro intercultural".